# Quercus sicula
Quercus sicula là một loài thực vật có hoa trong họ Cử. Loài này được Borzí miêu tả khoa học đầu tiên năm 1907.